# Ca l'Herbolari de Viladrau
Ca l'Herbolari de Viladrau és una masia de Viladrau (Osona) inclosa a l'Inventari del Patrimoni Arquitectònic de Catalunya.

## Descripció
Masia de planta rectangular (25x7) coberta a dues vessants amb el carener paral·lel a la façana situada a migdia. S'observen diverses etapes constructives i presenta grans ràfecs a les façanes Si N. Consta de planta i dos pisos, i presenta un cos adossat a la façana N on hi viuen els masovers. Les obertures estan disposades simètricament, i la majoria són de gres vermell. La façana principal presenta tres portals distribuïts en la franja central de la façana de tres èpoques diferents: El més antic, el central ara convertit en finestra, és de gres ros i presenta una bonica llinda esculturada i datada (1798); el del sector O (datat del 1880) presenta motllures en tot l'emmarcament i llinda escripturada; el del sector E, el més modern també presenta motllures i escriptures (1900); als laterals, encara a la planta presenta dues finestres quadrades amb un bonic forjat al sector O i una altra d'igual al sector E; el primer pis presenta un balcó de fusta molt ben esculturat, amb un portal rectangular i una finestreta; i als laterals dues finestres per banda amb ferro forjat; presenta també una finestra quadrada de granit, un finestral esculturat d'estil historicista que a barca el primer i segon pis, i una finestra rectangular amb una barana de fusta, i un balcó amb barana de ferro forjat i repujat, i portal rectangular i llinda esculturada; al segon pis quatre finestres quadrades i una de rectangular amb barana de fusta;. La façana E presenta a la planta dues finestres quadrades amb reixa de forja; al primer pis dos finestrals (historicista), i dues finestres quadrades al segon pis. La façana N presenta al cos de la masoveria un portal i tres finestres a la planta, i a la masia, dotze finestres distribuïdes en la planta i els dos pisos. La façana O particularment adossada al pendent, presenta un finestral rectangular amb reixa forjada.

## Història
Masia del segle xviii pertanyent al barri de les Paitides, on des del 1681 consta l'existència de cases de pagesos i entre elles algun menestral o paraire en aquest sector de la població, vers el mas Martí. Aquest any apareix esmentat com lloc de "les partidas"; "partida" voldria dir en aquest cas, peces de terra o feixes, que se separarien de la propietat del Martí i algunes potser del Pujolar. La creació d'aquest barri té a veure amb el fort creixement que va experimentar la població al llarg del segle xvii. Coneguda popularment per Can Cintet, en record d'en Jacint Bofill, el pare de l'herbolari que la va edificar. Durant els dos darrers segles, la família Bofill va jugar un important en la història de Viladrau, i Jaume Bofill, l'herbolari, fou nomenat pel rei Ferran VII "Boticario de Camara de Su Majestad". Actualment és propietat de la Fundació Bofill i Ferro.
Fet construir el segle xviii per Jacint Bofill i Valls, anomenat l'Herbolari, el seu descendent Jaume Bofill i Ferro, el convertí a la segona meitat del segle XX en lloc de reunió de diversos intel·lectuals i escriptors com Josep Carner, Carles Riba, Marià Manent, Agustí Duran i Sanpere.